# Lijst van cultureel patrimonium in Andorra la Vella

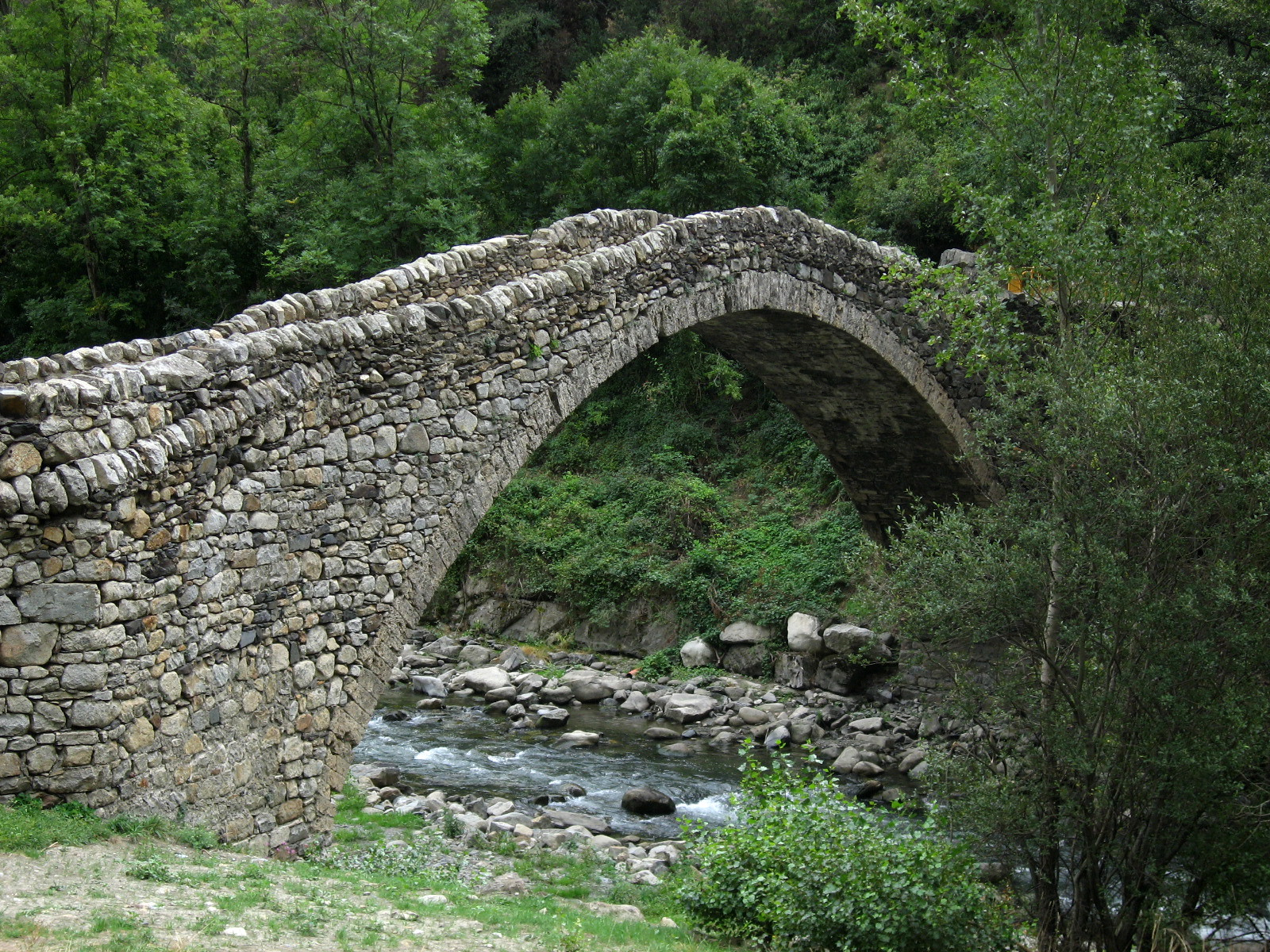
De Pont de la Margineda

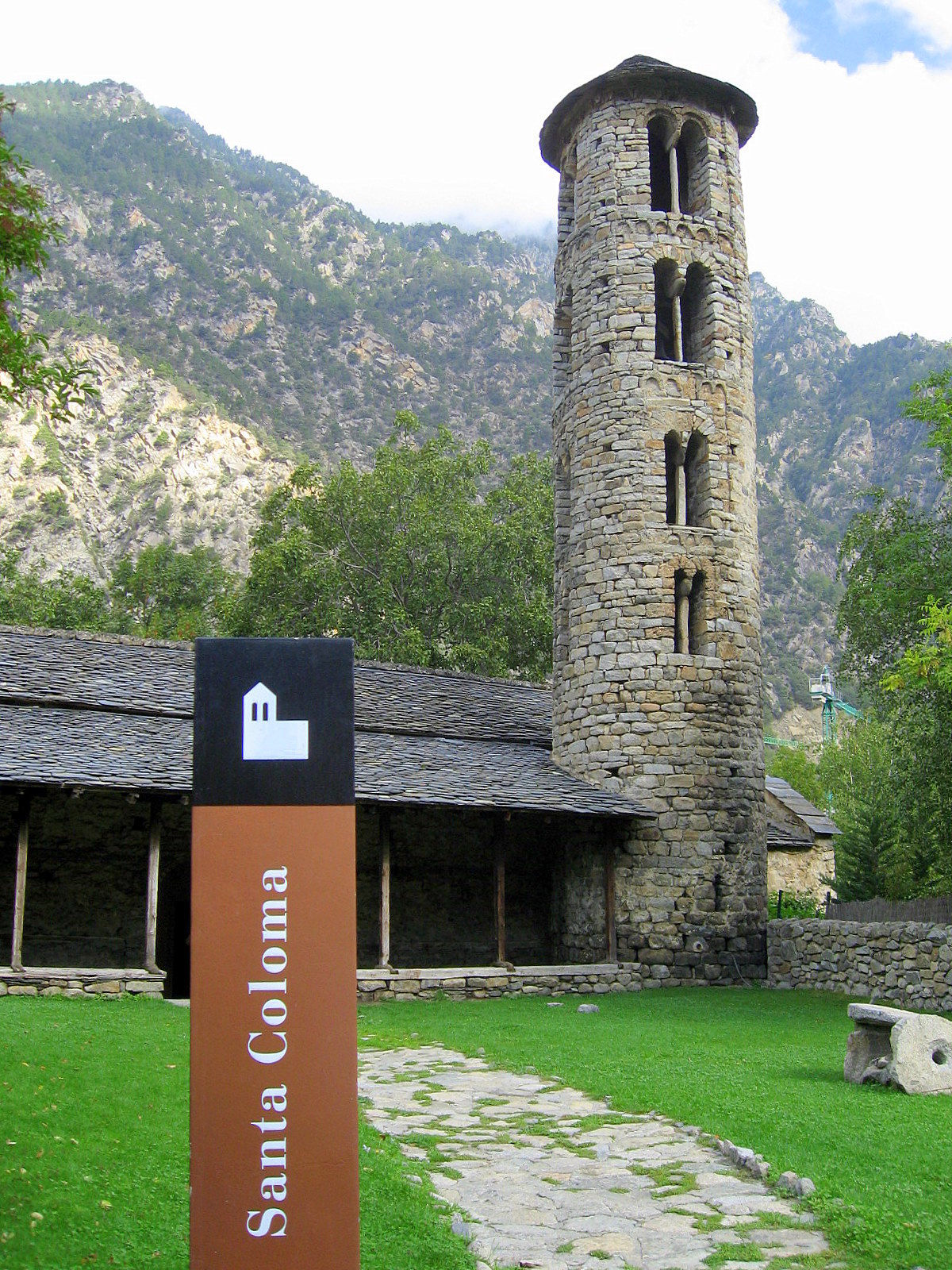
De Sint-Columbakerk

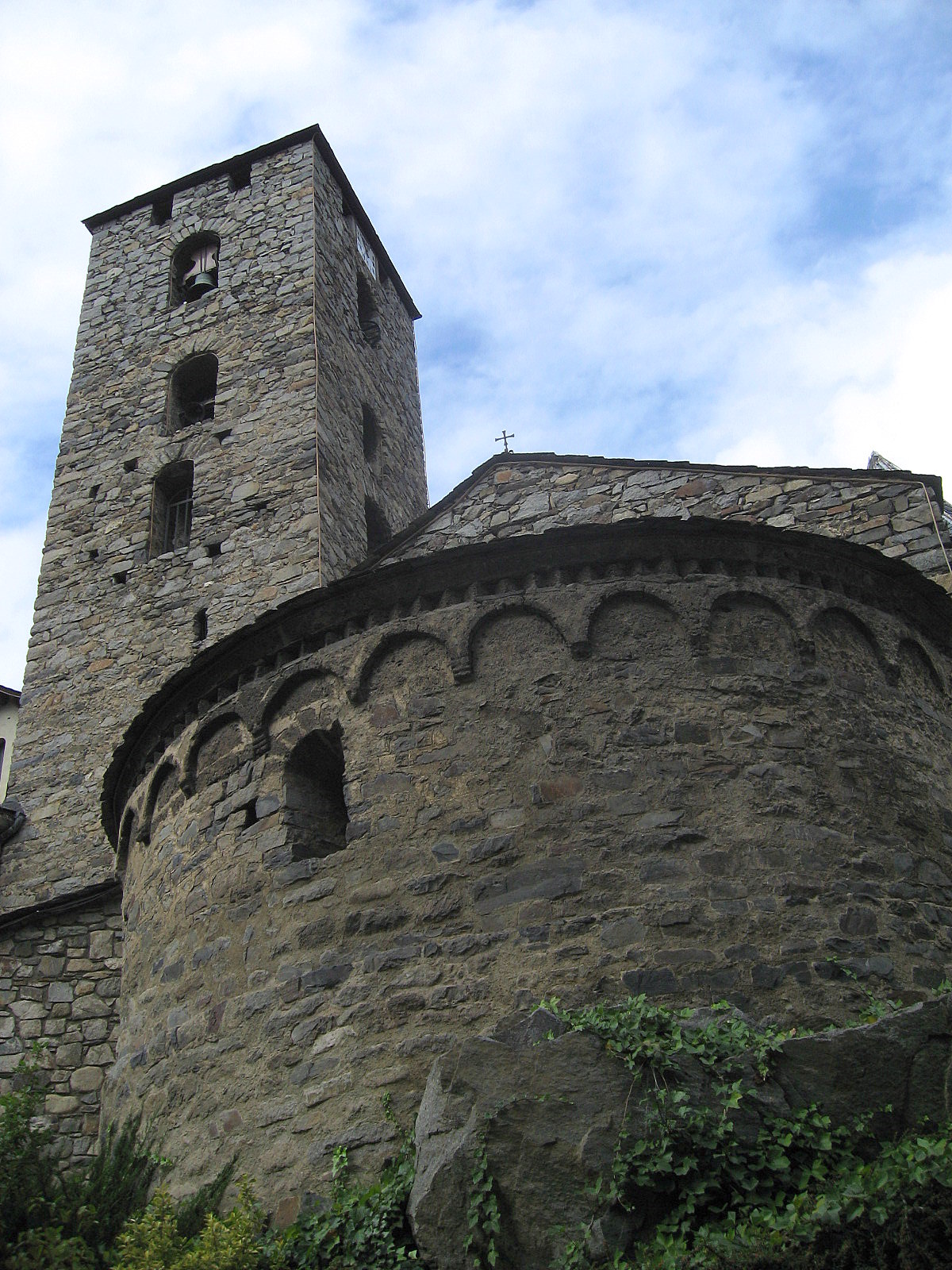
Apsis van de Sint-Stefanuskerk

Dit is een lijst van cultureel patrimonium in de Andorrese hoofdstad Andorra la Vella, zoals vastgelegd in de wet over het Andorrees cultureel erfgoed van 12 juni 2003. Het betreft hier zes monumenten, waarvan drie kerken, een brug, een archeologische site en het parlementsgebouw. Vier bouwwerken liggen in Andorra la Vella-stad, de twee overige in Santa Coloma en het bijbehorende gehucht La Margineda.

## Lijst
- Casa de la Vall, Andorra la Vella
- Pont de la Margineda, La Margineda, Santa Coloma
- Roc d'Enclar, Andorra la Vella (archeologische site)
- Sint-Andreaskerk, Andorra la Vella (Catalaans: església de Sant Andreu d'Andorra la Vella)
- Sint-Columbakerk, Santa Coloma (església de Santa Coloma)
- Sint-Stefanuskerk, Andorra la Vella (església de Sant Esteve)